# Бернардус фон Вирнебург
Бернардус фон Вирнебург (на немски: Bernardus von Virneburg; * пр. 1042; † сл. 1061) е първият известен граф на Вирнебург в днешен Рейнланд-Пфалц, Германия.

## Произход
Графовете на Вирнебург се появяват за пръв път в дкументи като свидетели през 11 век. Център на графството и резиденция на род Вирнебурги е замък Вирнебург.

## Деца
Бернардус фон Вирнебург има един син:
- Херман I фон Вирнебург († сл. 1112), граф на Вирнебург, баща на граф Херман II фон Вирнебург († сл. 1157/1192)